# Thalattosauria
De Thalattosauria zijn een orde van uitgestorven reptielen die leefden in het Trias. De Thalattosauria zijn onderverdeeld in de twee superfamilies Askeptosauroidea en Thalattosauroidea. Ze waren een van de meer succesvolle groepen van de Triadische zeereptielen en evolueerden langs een aantal verschillende lijnen.

## Kenmerken
Thalattosauria betekent 'zeesauriërs' en het zijn mariene Diapsida. Ze leken op grote (tot ruim vier meter) in het water levende hagedissen, met een lang, flexibel lichaam en korte maar gedrongen ledematen. Ze hadden een lange, platte staart om zich onder water te kunnen voortbewegen. De kop was lang en smal.

## Leefwijze
Deze dieren waren aangepast aan een leven in de zee. Het land werd alleen opgezocht om eieren te leggen.

## Vondsten
Fossielen worden niet vaak gevonden. In 2011 werd een zeldzaam bijna compleet skelet ontdekt in Alaska.

## Geslachten
Superfamilie Askeptosauroidea Kuhn-Schnyder, 1971
- Familie Askeptosauridae Kuhn-Schnyder, 1971
  - † Anshunsaurus Liu, 1999
  - † Askeptosaurus Nopcsa, 1925
  - † Miodentosaurus Cheng et al., 2007
- Familie Endennasauridae Renesto, 1984
  - † Endennasaurus Renesto, 1984

Superfamilie Thalattosauroidea Merriam, 1904
- † Nectosaurus Merriam, 1905
- † Xinpusaurus Yin, 2000
- Familie Claraziidae Peyer, 1936
  - † Clarazia Peyer, 1936
  - † Hescheleria Peyer, 1936
- Familie Thalattosauridae Merriam, 1904
  - † Agkistrognathus Nicholls & Brinkman, 1993
  - † Paralonectes Nicholls & Brinkman, 1993
  - † Thalattosaurus Merriam, 1904